# Красавин, Михаил Васильевич
Михаи́л Васи́льевич Краса́вин (1919—1992) — полковник МВД СССР, участник Великой Отечественной войны, Герой Советского Союза (1943).

## Биография
Родился 27 ноября 1919 года в селе Лесные Моркваши (ныне — Верхнеуслонский район Татарстана). После окончания пяти классов школы работал сначала в колхозе, затем -  комбайнёром  машинно-тракторной станции. В 1939 году призван в Рабоче-крестьянскую Красную Армию. С июня 1941 года воевал на фронтах Великой Отечественной войны. Участвовал в Смоленском сражении, боях под Тулой, Орлом и Воронежем, освобождении Украинской ССР.
К октябрю 1943 года командовал отделением 61-го отдельного моторизованного понтонно-мостового батальона 14-й инженерно-сапёрной бригады 65-й армии Центрального фронта. Отличился во время битвы за Днепр. 15 октября 1943 года отделение старшего сержанта Красавина успешно совершило на собранном из понтонов пароме 11 рейсов, переправив в общей сложности более 400 бойцов и командиров, а также  роту миномётчиков и батарею артиллеристов.
Указом Президиума Верховного Совета СССР от 30 октября 1943 года за «образцовое выполнение боевых заданий командования на фронте борьбы с немецкими захватчиками и проявленные при этом мужество и героизм» старший сержант Михаил Красавин был удостоен высокого звания Героя Советского Союза с вручением ордена Ленина и медали «Золотая Звезда» за номером 1628.
После окончания войны окончил Казанское танковое училище. В 1946 году перешёл на службу в органы МВД СССР. В июне 1964 года в звании полковника уволен в запас. Проживал в Казани,где до выхода на пенсию работал начальником команды ВОХР Казанского научно-технического института. 
Герой Советского Союза. Награждён орденами Отечественной войны 1-й степени и Красной Звезды, рядом медалей.